# Граждане — Гражданская партия
«Граждане» («Сьюдада́нос», исп. Ciudadanos, кат. Ciutadans, баск. Hiritarrak, галис. Cidadáns; сокращённо — Cs), официально Граждане — Гражданская партия — испанская политическая партия либерального толка.
Основанная в Каталонии в 2006 году, партия получила 25,4 % голосов и 36 депутатов на региональных выборах 2017 года в Каталонии, что сделало ее крупнейшей отдельной партией в парламенте Каталонии. Тем не менее, она никогда не брала власть, поэтому ее фактическая политическая позиция остается предметом дискуссий между сторонниками и противниками, помимо решительной оппозиции каталонскому национализму и движению за независимость Каталонии. Партия использовала фразу «Каталония — моя родина, Испания — моя страна, а Европа — наше будущее» для обозначения идеологии, которую партия называет пост-национализмом. Несмотря на это, различные источники считают, что она исповедует популистскую идеологию испанского национализма. Партию также характеризуют как консервативно-либеральную, популистскую и проевропейскую.
Раньше Граждане представляли себя как левоцентристскую партию, предлагавшую в своей платформе социал-демократические и прогрессивно-либеральные позиции, но в феврале 2017 года она исключила из своих основ любое упоминание о социал-демократии, а в 2018 году, по мнению некоторых, произошел дальнейший поворот вправо, поскольку она начала конкурировать с НП, а затем и с «Голосом», за звание ведущей правоцентристской партии в стране. Недавно СМИ и ЦСИ (испанский государственный исследовательский институт) назвали ее правоориентированной.
Популярность партии упала после неудачного выступления на парламентских выборах в Испании в ноябре 2019 года, а также после неудачной попытки в Мурсии свергнуть региональное правительство путем неожиданного голосования о недоверии, потеряв все свои места в Ассамблее Мадрида и парламенте Андалусии, 30 из 36 мест в парламенте Каталонии и все места, кроме одного, в Кортесах Кастилии и Леона. Результаты региональных и местных выборов 2023 года подтвердили резкий электоральный спад партии — за исключением нескольких небольших городов и поселков, партия не получила ни одного места. После этих результатов Cs решила не участвовать во всеобщих выборах в Испании в 2023 году.

## История
Партия Граждане была сформирована в Каталонии в июле 2006 года в ответ на призыв группы известных деятелей каталонского гражданского общества (среди них Альберт Боаделла, Феликс де Асуа, Франсеск де Каррерас и Аркади Эспада) в манифесте, в котором они призвали к созданию новой политической силы для «решения реальных проблем, с которыми сталкивается широкая общественность». В этом манифесте они также предупредили, что «риторика ненависти, распространяемая официальными каталонскими правительственными СМИ против всего испанского, тревожна как никогда» и что «(каталонская) нация, пропагандируемая как однородное образование, заняла пространство, где, несомненно, жило разнообразное общество».
В июле 2005 года эта группа деятелей, почти полностью базирующаяся в Барселоне, сформировала политическую платформу под названием Ciutadans de Catalunya, или "Граждане Каталонии". Они организовали несколько круглых столов и конференций и к 2006 году объявили о создании новой политической партии. На первой конференции 2006 года Альберт Ривера, молодой адвокат из Барселоны, был избран президентом.
На выборах в парламент Каталонии в 2006 году Cs набрала 3 % голосов и выдвинула трех депутатов. На выборах 2010 года был достигнут аналогичный результат (3,4 %, 3 депутата). В основном в противовес растущей общественной поддержке независимости в Каталонии, Cs в дальнейшем значительно увеличила свою поддержку как один из самых откровенных противников этого движения. На внеочередных выборах 2012 года число голосов более чем удвоилось (7,6 %, 9 депутатов). Все эти места, кроме одного, находились в провинции Барселона. На выборах 2015 года Cs снова более чем удвоила количество голосов (17,9 %, 25 депутатов), став второй по величине фракцией в каталонском парламенте.
В 2013 году партия начала организационную работу на остальной территории Испании с манифеста под названием «La conjura de Goya» («Конфедерация Гойи»), который прошел во Дворце Конгресса в Мадриде. На всеобщих выборах 2015 года Cs вошла в парламент с 13,9 % и 40 местами. Поскольку Мариано Рахой из НП отказался от мандата на формирование правительства, Cs пообещала второй по величине партии ИСРП поддержку в парламенте в обмен на ряд политических уступок. Однако этот пакт нуждался бы в поддержке Podemos и в итоге не получил парламентского большинства, что открыло путь к повторным выборам. На внеочередных выборах 2016 года Cs потеряла 0,8 % голосов избирателей и 8 мест в парламенте из-за избирательной системы Испании. После этих выборов Cs могла заключить сделку с консервативной НП о поддержке ее правительства в обмен на ряд политических уступок. После 10-месячного политического тупика лидер НП Мариано Рахой смог стать премьер-министром благодаря поддержке Cs и воздержанию ИСРП.
На европейских выборах 2014 года партия получила 3,16 % голосов по стране и избрала двух евродепутатов. Оба евродепутата вошли в группу «Альянс либералов и демократов за Европу». На европейских выборах 2019 года партия получила 12 % голосов и избрала в общей сложности 7 евродепутатов (после Brexit их стало 8).
4 июня 2016 года партия была принята в партию «Альянс либералов и демократов за Европу».
Ривера ушел с поста председателя партии 11 ноября 2019 года после того, как партия потеряла 80 % мест на всеобщих выборах в ноябре 2019 года. Его сменила Инес Арримадас.
В марте 2021 года Сьюдаданос вместе с Испанской социалистической рабочей партией неожиданно выдвинули вотум недоверия в регионе Мурсия против регионального коалиционного правительства Народной партии и Сьюдаданос. Предложение провалилось из-за перехода нескольких депутатов от Сьюдаданос и вызвало «политическое потрясение» по всей стране, что привело к выходу из партии ряда высокопоставленных членов. В результате этого Cs также потеряла всех своих 26 депутатов в Мадриде на региональных выборах в Мадриде в 2021 году и упала в опросах по всей стране с ~7 % поддержки (~10 депутатов) до ~3 % (~1 депутат).

## Идеология
Поначалу Граждане называли себя левоцентристской партией в своем заявлении о принципах (ideario). Хотя Ривера некоторое время отказывался поместить Граждан в политический спектр, позже он поместил Cs в политический центр. Хотя некоторые наблюдатели согласились с ideario партии, назвав Cs левоцентристской, а другие согласились с последним определением Риверы, назвав партию центристской, подавляющее большинство из них отнесли Граждан к правоцентристам. В интервью 2014 года пресс-секретарь Конгресса Хуан Карлос Гираута прямо заявил, что не видит существенных различий между Гражданами, центристским Союзом, Прогрессом и Демократией и крайне правой испанской националистической партией Голос. Федерико Финхельштейн отождествляет Граждан с легкой формой «неолиберального популизма».

### Официальная позиция
Идеологически Cs описывает себя как прогрессивную, светскую, конституционную, европейскую федералистскую и пост-националистическую политическую партию. Сьюдаданос отвергает право автономных сообществ на самоопределение вне испанского государства. Будучи изначально каталонской партией, она выступает против каталонского национализма, считая его устаревшей, авторитарной и разделяющей общество идеологией, которая разжигает ненависть как среди каталонцев, так и среди испанцев. Ривера использует фразу «Каталония — моя родина, Испания — моя страна, а Европа — наше будущее» для описания идеологии партии.
Партия выступает против сепаратистских движений, таких как движение за независимость Каталонии и объединение автономных сообществ. Несмотря на то, что в настоящее время Граждане являются сторонниками европейского федерализма, на выборах в Европейский парламент 2009 года они баллотировались в коалиции с панъевропейской, евроскептической партией Либертас. Хотя пересмотр нынешнего главы государства не является приоритетом для партии, Ривера заявил, что Граждане — это «республиканская партия, которая утверждает, что граждане Испании — это те, кто должен решить, предпочитают ли они некогда модернизированную монархию или республику через референдум в контексте конституционной реформы».
В соответствии со своими заявленными идентификационными признаками, Cs выступает за четыре основных направления деятельности:
1. Защита индивидуальных прав.
2. Защита социальных прав, а также государства всеобщего благосостояния.
3. Укрепление государства, автономий и единства Европы.
4. Возрождение демократии и политической жизни.